# 趙飛燕
趙 飛燕（ちょう ひえん）は、前漢成帝の皇后。元名を宜主と称した。
妹の合徳とともに前漢を破滅に導いた女性として有名であり、いわゆる傾国の美女とも言える。『百美新詠図伝』では、歴朝で最も名高い美人百人に選ばれている。また、中国四大美人と認知されることもある。

## 略歴
正史である『漢書』での趙飛燕に関する記述は非常に簡単なものであるが、稗史においては美貌をもって記述されており、優れた容姿を表現する環肥燕瘦の燕痩が示すのが趙飛燕である（環とは楊貴妃のこと、幼名・玉環による。つまり、豊満な楊貴妃に対し痩身の趙飛燕の意）。
その出生は卑賤であり、幼少時に長安にたどり着き、号を飛燕とし歌舞の研鑽を積み、元帝の娘である陽阿公主の家の歌妓となった。その美貌が成帝の目にとまり後宮に迎えられた。後宮では成帝の寵愛を受け、さらに妹の趙合徳が昭儀として入宮されることも実現している。成帝は趙飛燕を皇后とすることを計画する。太后の強い反対を受けるが、鴻嘉3年（前18年）に許皇后を廃立し、永始元年（前16年）に立后が実現した。
綏和2年（前7年）、成帝が崩御すると事態が一変する。成帝が急死したことによりその死因に疑問の声が上がり、妹の趙合徳が自殺に追い込まれている。こうした危機を迎えた趙飛燕であるが、自らの子がなかったため哀帝の即位を支持、これにより哀帝が即位すると皇太后としての地位が与えられた。しかし元寿2年（前1年）に哀帝が崩御し平帝が即位すると、支持基盤を失った趙飛燕は、王莽により宗室を乱したと断罪され、皇太后から孝成皇后へ降格が行われ、さらに庶人に落とされ、間もなく自殺した。

## 備考
妹の趙昭儀が成帝の他の妃が生んだ複数の男子を殺めたとされる。後世に「燕啄皇孫（ツバメが皇孫をついばむ）」と呼ばれている。そう呼ぶ理由は、姉の方が有名である。しかし実際には趙飛燕が関与しているという記録はない。哀帝の時代に、大臣たちが趙昭儀を批判するものであるが、飛燕について言及もされていない。妹との連帯責任以外はあまり問えないと評されることが多い。